# Peter Nieuwenhuis
Peter Nieuwenhuis (Amsterdam, 3 d'abril de 1951) va un ciclista neerlandesa, que va combinar tant la pista com la carretera.
Es va casar amb la també ciclista Minie Brinkhoff.